# Hegedűs István (szociológus)
Hegedűs István (Budapest, 1957. december 9. –) magyar szociológus, egyetemi tanár, politikus, országgyűlési képviselő.

## Életpályája

### Iskolái
1977–1981 között a Marx Károly Közgazdaságtudományi Egyetem pénzügy szakán tanult. 1994–1995 között a Közép-európai Egyetem politológia szakán tanult. 1995–2004 között elvégezte a Budapesti Közgazdaságtudományi Egyetem szociológia szakát.

### Pályafutása
1982–1983 között a Magyar Tudományos Akadémia Filogófiai Intézetének munkatársa volt. 1982–1988 között életinterjúkat készített az Oral History Archívum számára. 1983–1984 között a Szövetkezeti Kutatóintézet tudományos segédmunkatársa volt. 1985-ben a Heti Világgazdaság munkatársa volt. 1986–1990 között a Magyar Tudományos Akadémia Szociológiai Intézetének munkatársa volt. 1989–1990 között a Magyar Narancs szerkesztőbizottsági tagja volt. 1995-ben az Eötvös Loránd Tudományegyetem Bölcsészettudományi Kar média szakán óraadó tanár volt. 1995–1996 között a Külügyi Intézet munkatársa volt. 1995–1998 között a Magyar Külügyi Társaság elnökségi tagja volt. 1995–2002 között a székesfehérvári Kodolányi János Főiskola oktatója volt. 1996–1997 között a Közép-európai Egyetem külpolitikai tanácsadójaként dolgozott. 1996–2006 között a Budapesti Közgazdaságtudományi Egyetem tanára volt. 1997–2001 között a Magyar Távirati Iroda tulajdonosi tanácsadó testületének tagja (SZDSZ) volt. 2001 óta az angers-i Kereskedelmi Főiskola budapesti szemeszterén oktató, valamint a Magyarországi Európa Társaság elnöke. 2006–2009 között az Eötvös Loránd Tudományegyetem és a Kaliforniai Egyetem budapesti programjának tanára volt. 2006–2010 között a Választáskutatás projekt Tématánacsának tagja volt.

### Politikai pályafutása
1988–1994 között a Fidesz tagja volt. 1988–1990 között a Fidesz választmányi tagja volt. 1989-ben a Fidesz Press alapító szerkesztője volt; részt vett a nemzetközi kerekasztal-tárgyalásokon. 1990–1993 között a Külügyi bizottság alelnöke volt. 1990–1994 között országgyűlési képviselő volt. 1993–1994 között a Párbeszéd platform szóvivője volt. 1993–1994 között a Dunai Vízlépcső-rendszer kérdéseivel foglalkozó ideiglenes bizottság, valamint az Európai Közösségi Ügyek Bizottságának tagja volt. 1994-ben országgyűlési képviselőjelölt volt.

## Családja
Szülei: Hegedűs B. András (1930–2001) közgazdász és Ember Mária (1931–2001) író voltak. Élettársa, Szuly Kinga. Egy lánya van: Nóra (2006). Nagynénje, Ember Judit (1935-2007) filmrendező volt.